# Emoji: La pel·lícula
Emoji: La pel·lícula (originalment en anglès, The Emoji Movie) és una pel·lícula de comèdia de ciència-ficció animada per ordinador estatunidenca del 2017 produïda per Columbia Pictures i Sony Pictures Animation, i distribuïda per Sony Pictures Releasing. Està dirigida per Tony Leondis, que va escriure'n el guió amb Eric Siegel i Mike White. Basada en els emojis, la pel·lícula se centra en un multiexpressiu Gene (Miller), que viu en el telèfon intel·ligent d'un adolescent (Austin) i que es reconvertir-se en un emoji de beh –indiferència– com els seus pares (Wright i Coolidge). Ha estat doblada al català.
Emoji: La pel·lícula es va projectar per primer cop el 23 de juliol de 2017 al Regency Village Theatre de Los Angeles i es va estrenar als Estats Units cinc dies després. La pel·lícula va ser un èxit comercial després d'haver recaptat 217 milions de dòlars a tot el món amb un pressupost de producció de 50 milions de dòlars, però va ser criticada universalment pels crítics, que van criticar el seu guió, l'humor, l'ús de l'emplaçament de producte, el to, les interpretacions de veu, la manca d'originalitat i la trama, amb comparacions negatives i semblances amb altres pel·lícules d'animació, especialment En Ralph, el destructor (2012), La Lego pel·lícula (2014) i Del revés (2015). Emoji: La pel·lícula va guanyar quatre categories dels 38ns premis Golden Raspberry, incloent-hi la de pitjor pel·lícula i tres categories tècniques, sent la primera pel·lícula d'animació en fer-ho.
El doblatge original en anglès és protagonitzat per les veus de T.J. Miller, James Corden, Anna Faris, Maya Rudolph, Steven Wright, Jennifer Coolidge, Jake T. Austin, Christina Aguilera, Sofía Vergara, Sean Hayes i Patrick Stewart.